# Інвіль
Інвіль (нім. Inwil) — громада  в Швейцарії в кантоні Люцерн, виборчий округ Гохдорф.

## Географія
Громада розташована на відстані близько 75 км на схід від Берна, 9 км на північний схід від Люцерна.
Інвіль має площу 10,3 км², з яких на 12,4% дозволяється будівництво (житлове та будівництво доріг), 69,6% використовуються в сільськогосподарських цілях, 15,9% зайнято лісами, 2% не є продуктивними (річки, льодовики або гори).

## Демографія
2019 року в громаді мешкало 2641 особа (+26,1% порівняно з 2010 роком), іноземців було 13,1%. Густота населення становила 256 осіб/км².
За віковим діапазоном населення розподілялося таким чином: 24% — особи молодші 20 років, 62,6% — особи у віці 20—64 років, 13,4% — особи у віці 65 років та старші. Було 1076 помешкань (у середньому 2,4 особи в помешканні).
Із загальної кількості 1365 працюючих 134 було зайнятих в первинному секторі, 449 — в обробній промисловості, 782 — в галузі послуг.